# Банківські операції
Банківська операція — це технологічно проста транзакція, яка є складовою банківського продукту.
Згідно з ч.1 ст 47 Закону України «Про банки та банківську діяльність» на підставі банківської ліцензії банки мають право здійснювати такі банківські операції:
- приймання вкладів (депозитів) від юридичних і фізичних осіб;
- відкриття та ведення поточних рахунків клієнтів і банків-кореспондентів, у тому числі переказ грошових коштів з цих рахунків за допомогою платіжних інструментів та зарахування коштів на них;
- розміщення залучених коштів від свого імені, на власних умовах та на власний ризик.

## Приймання вкладів (депозитів) від юридичних і фізичних осіб
Відповідно п.11 ч.1 ст. 2 Закону України «Про банки та банківську діяльність»:
- вклад (депозит) — це кошти в готівковій або у безготівковій формі, у валюті України або в іноземній валюті, які розміщені клієнтами на їх іменних рахунках у банку на договірних засадах на визначений строк зберігання або без зазначення такого строку і підлягають виплаті вкладнику відповідно до законодавства України та умов договору;

Зміст операції:
Банк у процесі своєї діяльності створює кредитний ресурс. За для цього він залучає гроші у національній та іноземній валюті у формі вкладів та депозитів в обмін на зобов'язання повернути кошти на умовах визначених договором.

## Відкриття та ведення поточних рахунків клієнтів
Відповідно до п.9 ч.1 ст. 2 Закону України «Про банки та банківську діяльність»:
- банківські рахунки — рахунки, на яких обліковуються власні кошти, вимоги, зобов'язання банку стосовно його клієнтів і контрагентів та які дають можливість здійснювати переказ коштів за допомогою банківських платіжних інструментів;

Відповідно п.8 ч.1 ст. 2 Закону України «Про банки та банківську діяльність»:
- банківський платіжний інструмент — засіб, що містить реквізити, які ідентифікують його емітента, платіжну систему, в якій він використовується, та, як правило, держателя цього банківського платіжного інструмента. За допомогою банківських платіжних інструментів формуються відповідні документи за операціями, що здійснені з використанням банківських платіжних інструментів, на підставі яких проводиться переказ грошей або надаються інші послуги держателям банківських платіжних інструментів;

Зміст операції:
Створюючи кредитний ресурс банк веде власний бухгалтерський облік коштів, вимог та зобов'язань відносно клієнтів. Банк має право за дорученням клієнта здійснювати переказ грошей на інші рахунки. Зміст операції фіксується первинними касовими документами.

## Розміщення залучених коштів від свого імені, на власних умовах та на власний ризик
Відповідно ч.1 ст. 49 Закону України «Про банки та банківську діяльність» ця операція визначена як кредитна.
Відповідно п.24 ч.1 ст. 2 Закону України «Про банки та банківську діяльність»:
- кошти — гроші у національній або іноземній валюті чи їх еквівалент;

Зміст операції:
Банк у процесі своєї діяльності створює кредитний ресурс. Кредитний ресурс складається з коштів які були залучені у вклади, депозити, депозитні сертифікати тощо.
Відповідно цієї операції, банк за для збереження ліквідності, розміщує кредитний ресурс у депозитах іншого банку, або у депозитах Національного банку України.